# 千秋路街道
千秋路街道，是中华人民共和国河南省三門峽市义马市下辖的一个乡镇级行政单位。

## 行政区划
千秋路街道下辖以下地区：
民安街社区、兴苑社区、千秋煤矿社区和鸿庆路社区。